# Chilapur, Hungund
Chilapur là một làng thuộc tehsil Hungund, huyện Bagalkot, bang Karnataka, Ấn Độ.